# Biblioteca e Museu Presidencial Franklin D. Roosevelt
A Biblioteca e Museu Presidencial Franklin D. Roosevelt (Franklin D. Roosevelt Presidential Library and Museum (em inglês)) é uma biblioteca e museu presidencial estadunidense, localizada em Hyde Park, Nova Iorque. 
Localizada nos terrenos de Springwood,  propriedade da família Roosevelt, guarda os registros de Franklin Delano Roosevelt, 32º presidente dos Estados Unidos (1933–1945). A biblioteca foi construída sob a direção pessoal do presidente entre 1939–1940 e inaugurada em 30 de junho de 1941. É a primeira biblioteca presidencial dos Estados Unidos e uma das treze bibliotecas presidenciais sob os auspícios da Arquivos Nacionais e Administração de Documentos.

## Pioneira das bibliotecas presidenciais
Antes de Roosevelt não havia uma preocupação dos presidentes na preservação dos documentos de suas gestões - algo que teve início com o próprio George Washington que, tendo levado seus arquivos para casa em 1797, tencionava criar uma biblioteca para abrigá-los e isso nunca ocorreu. Poucos anos depois seu sobrinho  Bushrod Washington reportava que estavam sendo destruídos por ratos. Outros presidentes simplesmente destruíram seus papéis, como foi o caso de Chester A. Arthur.
Após sua iniciativa, seu antecessor, Herbert Hoover, e seu sucessor Harry S. Truman, também construíram na década de 1950 suas bibliotecas presidenciais, criando uma tradição que faz com que cada ocupante da Casa Branca cuide da preservação de seu legado com uma biblioteca, atualmente de modo obrigatório pela Lei de Registros Presidenciais, de 1978.